# Юж-Ізигачево
Юж-Ізига́чево (рос. Юж-Изыгачево, марій. Йывран) — присілок у складі Медведевського району Марій Ел, Росія. Входить до складу Люльпанського сільського поселення.
Стара назва — Южинське Ізигачево.

## Населення
Населення — 36 осіб (2010; 35 у 2002).
Національний склад (станом на 2002 рік):
- марійці — 94 %